# Spottkörtel

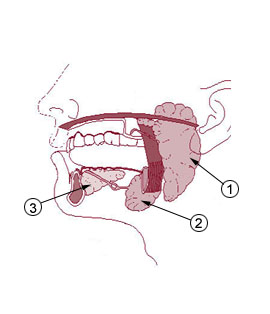
1. glandula parotis, 2. glandula submandibularis & 3. glandula sublingualis.

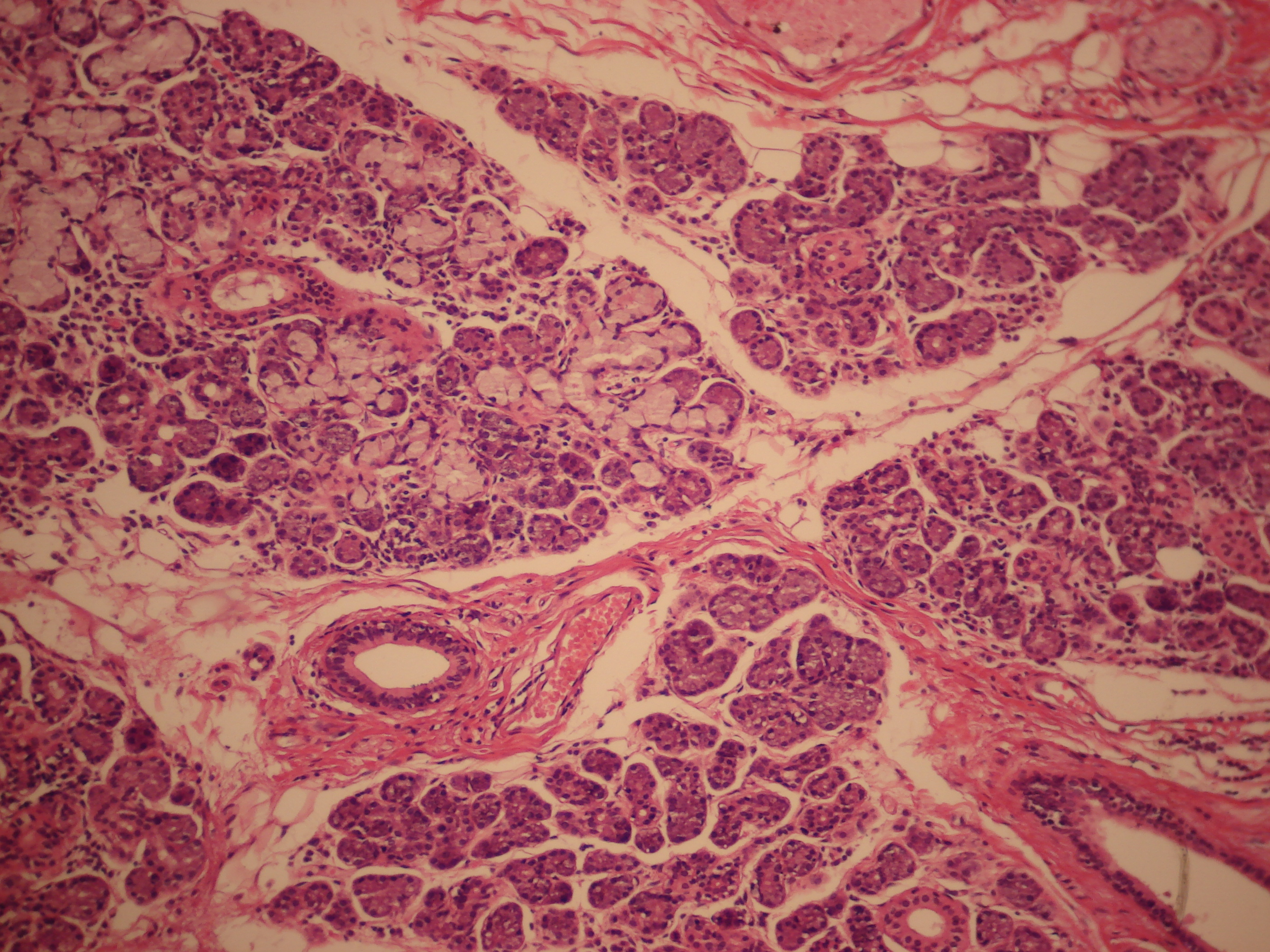
glandula submandibularis.

En spottkörtel är en salivproducerande exokrin körtel hos däggdjur.
Människan har tre stora pariga (en körtel av varje slag i varje ansiktshalva höger-vänster, alltså egentligen sex stora) spottkörtlar och ett flertal mindre. Spottkörtlarna heter på latin glandula salivariae, och de tre stora körtlarna heter glandula parotis (öronspottkörteln), glandula sublingualis (undertungspottkörteln) och glandula submandibularis (underkäkspottkörteln).
Spottkörtlarna består av sekretblåsor där saliv bildas och förs ut i munhålan via olika gångar, där viss modifiering av saliven sker. Detta komplex av kanaler och blåsor ser ut ungefär som en klase vindruvor. Hela körteln består av mängder med tätt packade "vindruvsklasar".
Sjukdomar som kan uppkomma i spottkörtlarna innefattar påssjuka, spottkörtelinflammation (inflammatorisk svullnad), spottsten, spottkörtelcancer, och sialadenos (icke-inflammatorisk svullnad).